# Lepidophyma lineri
Lepidophyma lineri (тропічна нічна ящірка Лінера) — вид сцинкоподібних ящірок родини нічних ящірок (Xantusiidae). Ендемік Мексики. Вид названий на честь мексиканського ботаніка Томаса Бейлі Макдугалла.

## Поширення і екологія
Тропічні нічні ящірки Лінера мешкають в горах Сьєрра-де-Міауатлан на південному заході Оахаки. Вони живуть в лісах та на кавових плантаціях.